# Podu Nărujei
Podu Nărujei – wieś w Rumunii, w okręgu Vrancea, w gminie Năruja. W 2011 roku liczyła 472
mieszkańców